# Adiabatische Erreichbarkeit
Adiabatische Erreichbarkeit bezeichnet eine Relation zwischen verschiedenen Zuständen eines thermodynamischen Systems. Der von Constantin Carathéodory im Jahr 1909 geprägte Begriff „adiabatic accessibility“ wurde 1999 von Elliott Lieb und Jakob Yngvason im Rahmen ihrer axiomatischen Grundlegung der Thermodynamik aufgegriffen. Mit Hilfe des Konzepts der adiabatischen Erreichbarkeit lässt sich die Entropie definieren, ohne die Konzepte der „Wärme“ oder der „Temperatur“ zu Hilfe zu nehmen und ohne Informationen über die mikroskopische Struktur der Materie zu nutzen.
Einen Zustand Y eines thermodynamischen Systems bezeichnet man ausgehend vom Zustand X desselben Systems als adiabatisch erreichbar, wenn es möglich ist, das System unter Zuhilfenahme einer „Apparatur“ und eines Gewichts im Rahmen eines Prozesses aus dem Zustand X in den Zustand Y zu überführen, wobei die Apparatur am Ende des Prozesses in den Zustand zurückkehrt, den sie zu Beginn des Prozesses hatte. Das Gewicht darf dabei seine Lage im Schwerefeld geändert haben.
Wenn beispielsweise das System eine bestimmte Wassermenge ist, im Zustand X das Wasser in Gestalt von Schnee und im Zustand Y in flüssiger Form vorliegt, so ist Y von X aus adiabatisch erreichbar. Man schreibt dann {\displaystyle X\prec Y}, gesprochen „X liegt vor Y“. Beispielsweise kann ein an einem Faden befindliches Gewicht über eine Rolle, von der sich der Faden abwickelt, einen mechanischen Rührer antreiben, der den Schnee zum Schmelzen bringt. Umgekehrt ist X von Y aus nicht adiabatisch erreichbar, was zusammengefasst mit der Schreibweise {\displaystyle X\prec \prec Y} („X liegt echt vor Y“) zum Ausdruck gebracht wird.
Zwei Zustände, die wechselseitig adiabatisch erreichbar sind, heißen adiabatisch äquivalent.
Die Entropie wird dann im Rahmen der Lieb-Yngvason-Theorie als Funktion des Systemzustandes derart definiert, dass
1. die Entropie zweier Zustände genau dann gleich ist, wenn diese adiabatisch äquivalent sind;
2. die Entropie von Zustand X genau dann kleiner als die von Zustand Y ist, wenn Y von X aus adiabatisch erreichbar ist, nicht aber umgekehrt.